# Velká cena Nizozemska silničních motocyklů 2025
Velká cena Nizozemska 2025 (oficiálně Motul Grand Prix of the Netherlands 2025 ) byl desátý závodní víkend mistrovství světa silničních motocyklů 2025. Konal se 27. - 29. června na okruhu TT Circuit Assen v Assenu, v Nizozemsku.

## Sprint MotoGP
| Poř.                                                                  | Č. | Jezdec                | Tým                               | Výrobce | Kol | Čas       | St. | Body |
| --------------------------------------------------------------------- | -- | --------------------- | --------------------------------- | ------- | --- | --------- | --- | ---- |
| 1                                                                     | 93 | Marc Márquez          | Ducati Lenovo Team                | Ducati  | 13  | 20'02.150 | 4   | 12   |
| 2                                                                     | 73 | Álex Márquez          | BK8 Gresini Racing MotoGP         | Ducati  | 13  | +0.351    | 3   | 9    |
| 3                                                                     | 72 | Marco Bezzecchi       | Aprilia Racing                    | Aprilia | 13  | +1.247    | 5   | 7    |
| 4                                                                     | 49 | Fabio Di Giannantonio | Pertamina Enduro VR46 Racing Team | Ducati  | 13  | +2.269    | 8   | 6    |
| 5                                                                     | 63 | Francesco Bagnaia     | Ducati Lenovo Team                | Ducati  | 13  | +2.686    | 2   | 5    |
| 6                                                                     | 12 | Maverick Viñales      | Red Bull KTM Tech3                | KTM     | 13  | +4.074    | 10  | 4    |
| 7                                                                     | 54 | Fermín Aldeguer       | BK8 Gresini Racing MotoGP         | Ducati  | 13  | +9.064    | 7   | 3    |
| 8                                                                     | 21 | Franco Morbidelli     | Pertamina Enduro VR46 Racing Team | Ducati  | 13  | +9.159    | 6   | 2    |
| 9                                                                     | 37 | Pedro Acosta          | Red Bull KTM Factory Racing       | KTM     | 13  | +11.069   | 9   | 1    |
| 10                                                                    | 33 | Brad Binder           | Red Bull KTM Factory Racing       | KTM     | 13  | +11.143   | 16  |      |
| 11                                                                    | 5  | Johann Zarco          | CASTROL Honda LCR                 | Honda   | 13  | +11.327   | 12  |      |
| 12                                                                    | 88 | Miguel Oliveira       | Prima Pramac Yamaha MotoGP        | Yamaha  | 13  | +12.147   | 17  |      |
| 13                                                                    | 23 | Enea Bastianini       | Red Bull KTM Tech3                | KTM     | 13  | +15.290   | 20  |      |
| 14                                                                    | 43 | Jack Miller           | Prima Pramac Yamaha MotoGP        | Yamaha  | 13  | +15.899   | 14  |      |
| 15                                                                    | 42 | Alex Rins             | Monster Energy Yamaha MotoGP Team | Yamaha  | 13  | +15.990   | 18  |      |
| 16                                                                    | 79 | Ai Ogura              | Trackhouse MotoGP Team            | Aprilia | 13  | +17.554   | 19  |      |
| 17                                                                    | 32 | Lorenzo Savadori      | Aprilia Racing                    | Aprilia | 13  | +24.707   | 15  |      |
| 18                                                                    | 41 | Aleix Espargaró       | Honda HRC Castrol                 | Honda   | 13  | +27.287   | 21  |      |
| 19                                                                    | 35 | Somkiat Chantra       | IDEMITSU Honda LCR                | Honda   | 13  | +32.441   | 22  |      |
| –                                                                     | 20 | Fabio Quartararo      | Monster Energy Yamaha MotoGP Team | Yamaha  | 4   | nehoda    | 1   |      |
| –                                                                     | 25 | Raul Fernandez        | Trackhouse MotoGP Team            | Aprilia | 1   | odstoupil | 11  |      |
| –                                                                     | 36 | Joan Mir              | Honda HRC Castrol                 | Honda   | 0   | nehoda    | 13  |      |
| Nejrychlejší kolo: Fabio Di Giannantonio (Ducati) – 1'31.723 (kolo 4) |    |                       |                                   |         |     |           |     |      |
| Oficiální výsledky sprintu MotoGP – Grand Prix Nizozemska 2025        |    |                       |                                   |         |     |           |     |      |

## MotoGP
| Poř.                                                               | Č. | Jezdec                | Tým                               | Výrobce | Kol | Čas       | St. | Body |
| ------------------------------------------------------------------ | -- | --------------------- | --------------------------------- | ------- | --- | --------- | --- | ---- |
| 1                                                                  | 93 | Marc Márquez          | Ducati Lenovo Team                | Ducati  | 26  | 40'14.072 | 4   | 25   |
| 2                                                                  | 72 | Marco Bezzecchi       | Aprilia Racing                    | Aprilia | 26  | +0.635    | 5   | 20   |
| 3                                                                  | 63 | Francesco Bagnaia     | Ducati Lenovo Team                | Ducati  | 26  | +2.666    | 2   | 16   |
| 4                                                                  | 37 | Pedro Acosta          | Red Bull KTM Factory Racing       | KTM     | 26  | +6.084    | 9   | 13   |
| 5                                                                  | 12 | Maverick Viñales      | Red Bull KTM Tech3                | KTM     | 26  | +10.124   | 10  | 11   |
| 6                                                                  | 49 | Fabio Di Giannantonio | Pertamina Enduro VR46 Racing Team | Ducati  | 26  | +12.163   | 8   | 10   |
| 7                                                                  | 21 | Franco Morbidelli     | Pertamina Enduro VR46 Racing Team | Ducati  | 26  | +18.896   | 6   | 9    |
| 8                                                                  | 25 | Raul Fernandez        | Trackhouse MotoGP Team            | Aprilia | 26  | +20.295   | 11  | 8    |
| 9                                                                  | 23 | Enea Bastianini       | Red Bull KTM Tech3                | KTM     | 26  | +23.687   | 20  | 7    |
| 10                                                                 | 20 | Fabio Quartararo      | Monster Energy Yamaha MotoGP Team | Yamaha  | 26  | +23.743   | 1   | 6    |
| 11                                                                 | 33 | Brad Binder           | Red Bull KTM Factory Racing       | KTM     | 26  | +24.251   | 16  | 5    |
| 12                                                                 | 5  | Johann Zarco          | CASTROL Honda LCR                 | Honda   | 26  | +24.875   | 12  | 4    |
| 13                                                                 | 42 | Alex Rins             | Monster Energy Yamaha MotoGP Team | Yamaha  | 26  | +24.882   | 18  | 3    |
| 14                                                                 | 43 | Jack Miller           | Prima Pramac Yamaha MotoGP        | Yamaha  | 26  | +25.065   | 14  | 2    |
| 15                                                                 | 35 | Somkiat Chantra       | IDEMITSU Honda LCR                | Honda   | 26  | +49.219   | 22  | 1    |
| 16                                                                 | 41 | Aleix Espargaró       | Honda HRC Castrol                 | Honda   | 26  | +49.360   | 21  |      |
| –                                                                  | 88 | Miguel Oliveira       | Prima Pramac Yamaha MotoGP        | Yamaha  | 18  | odstoupil | 17  |      |
| –                                                                  | 73 | Alex Márquez          | BK8 Gresini Racing MotoGP         | Ducati  | 5   | nehoda    | 3   |      |
| –                                                                  | 54 | Fermín Aldeguer       | BK8 Gresini Racing MotoGP         | Ducati  | 5   | nehoda    | 7   |      |
| –                                                                  | 36 | Joan Mir              | Honda HRC Castrol                 | Honda   | 5   | nehoda    | 13  |      |
| –                                                                  | 32 | Lorenzo Savadori      | Aprilia Racing                    | Aprilia | 3   | nehoda    | 15  |      |
| –                                                                  | 79 | Ai Ogura              | Trackhouse MotoGP Team            | Aprilia | 0   | nehoda    | 19  |      |
| Nejrychlejší kolo: Francesco Bagnaia (Ducati) – 1'32.220 (kolo 16) |    |                       |                                   |         |     |           |     |      |
| Oficiální výsledky závodu MotoGP – Grand Prix Nizozemska 2025      |    |                       |                                   |         |     |           |     |      |

## Moto2
| Poř.                                                         | Č. | Jezdec                  | Tým                           | Výrobce    | Kol | Čas       | St. | Body |
| ------------------------------------------------------------ | -- | ----------------------- | ----------------------------- | ---------- | --- | --------- | --- | ---- |
| 1                                                            | 10 | Diogo Moreira           | Italtrans Racing Team         | Kalex      | 22  | 35'24.852 | 1   | 25   |
| 2                                                            | 44 | Arón Canet              | Fantic Racing Lino Sonego     | Kalex      | 22  | +0.056    | 4   | 20   |
| 3                                                            | 18 | Manuel González         | LIQUI MOLY Dynavolt Intact GP | Kalex      | 22  | +1.783    | 3   | 16   |
| 4                                                            | 96 | Jake Dixon              | ELF Marc VDS Racing Team      | Boscoscuro | 22  | +2.364    | 11  | 13   |
| 5                                                            | 16 | Joe Roberts             | Onlyfans American Racing Team | Kalex      | 22  | +3.212    | 8   | 11   |
| 6                                                            | 24 | Marcos Ramírez          | Onlyfans American Racing Team | Kalex      | 22  | +3.273    | 13  | 10   |
| 7                                                            | 75 | Albert Arenas           | ITALJET Gresini Moto2         | Kalex      | 22  | +10.224   | 5   | 9    |
| 8                                                            | 21 | Alonso López            | Folladore SpeedRS Team        | Boscoscuro | 22  | +10.383   | 17  | 8    |
| 9                                                            | 81 | Senna Agius             | LIQUI MOLY Dynavolt Intact GP | Kalex      | 22  | +11.324   | 7   | 7    |
| 10                                                           | 27 | Daniel Holgado          | CFMOTO Inde Aspar Team        | Kalex      | 22  | +11.720   | 9   | 6    |
| 11                                                           | 13 | Celestino Vietti        | Folladore SpeedRS Team        | Boscoscuro | 22  | +11.761   | 16  | 5    |
| 12                                                           | 84 | Zonta van den Goorbergh | RW-Idrofoglia Racing GP       | Kalex      | 22  | +13.635   | 12  | 4    |
| 13                                                           | 14 | Tony Arbolino           | BLU CRU Pramac Yamaha Moto2   | Boscoscuro | 22  | +19.452   | 15  | 3    |
| 14                                                           | 95 | Collin Veijer           | Red Bull KTM Ajo              | Kalex      | 22  | +23.656   | 22  | 2    |
| 15                                                           | 71 | Ayumu Sasaki            | RW - Idrofoglia Racing GP     | Kalex      | 22  | +23.837   | 19  | 1    |
| 16                                                           | 11 | Álex Escrig             | KLINT Forward Factory Team    | Forward    | 22  | +32.850   | 24  |      |
| 17                                                           | 61 | Eric Fernández          | QJMOTOR - FRINSA - MSI        | Boscoscuro | 22  | +57.934   | 27  |      |
| –                                                            | 4  | Iván Ortolá             | QJMOTOR - FRINSA - MSI        | Boscoscuro | 21  | nehoda    | 2   |      |
| –                                                            | 53 | Deniz Öncü              | Red Bull KTM Ajo              | Kalex      | 13  | nehoda    | 10  |      |
| –                                                            | 92 | Yuki Kunii              | Idemitsu Honda Team Asia      | Kalex      | 13  | nehoda    | 25  |      |
| –                                                            | 99 | Adrián Huertas          | Italtrans Racing Team         | Kalex      | 10  | nehoda    | 23  |      |
| –                                                            | 15 | Darryn Binder           | ITALJET Gresini Moto2         | Kalex      | 10  | nehoda    | 26  |      |
| –                                                            | 12 | Filip Salač             | ELF Marc VDS Racing Team      | Boscoscuro | 7   | odstoupil | 14  |      |
| –                                                            | 7  | Barry Baltus            | Fantic Racing Lino Sonego     | Kalex      | 6   | nehoda    | 6   |      |
| –                                                            | 9  | Jorge Navarro           | KLINT Forward Factory Team    | Forward    | 6   | nehoda    | 20  |      |
| –                                                            | 41 | Nakarin Atiratphuvapat  | Idemitsu Honda Team Asia      | Kalex      | 4   | nehoda    | 28  |      |
| –                                                            | 80 | David Alonso            | CFMOTO Inde Aspar Team        | Kalex      | 2   | nehoda    | 21  |      |
| –                                                            | 28 | Izan Guevara            | BLU CRU Pramac Yamaha Moto2   | Boscoscuro | 1   | nehoda    | 18  |      |
| Nejrychlejší kolo: Diogo Moreira (Kalex) – 1'35.580 (kolo 3) |    |                         |                               |            |     |           |     |      |
| Oficiální výsledky Moto2 – Grand Prix Nizozemska 2025        |    |                         |                               |            |     |           |     |      |

## Moto3
| Poř.                                                     | Č. | Jezdec             | Tým                           | Výrobce | Kol | Čas       | St. | Body |
| -------------------------------------------------------- | -- | ------------------ | ----------------------------- | ------- | --- | --------- | --- | ---- |
| 1                                                        | 99 | José Antonio Rueda | Red Bull KTM Ajo              | KTM     | 19  | 32'12.319 | 1   | 25   |
| 2                                                        | 64 | David Muñoz        | LIQUI MOLY Dynavolt Intact GP | KTM     | 19  | +0.144    | 14  | 20   |
| 3                                                        | 73 | Valentín Perrone   | Red Bull KTM Tech3            | KTM     | 19  | +0.245    | 10  | 16   |
| 4                                                        | 83 | Álvaro Carpe       | Red Bull KTM Ajo              | KTM     | 19  | +1.087    | 2   | 13   |
| 5                                                        | 36 | Ángel Piqueras     | FRINSA - MT Helmets - MSI     | KTM     | 19  | +1.296    | 16  | 11   |
| 6                                                        | 22 | David Almansa      | Leopard Racing                | Honda   | 19  | +2.083    | 3   | 10   |
| 7                                                        | 19 | Scott Ogden        | CIP Green Power               | KTM     | 19  | +2.234    | 15  | 9    |
| 8                                                        | 71 | Dennis Foggia      | CFMOTO Gaviota Aspar Team     | KTM     | 19  | +5.034    | 9   | 8    |
| 9                                                        | 66 | Joel Kelso         | LEVELUP-MTA                   | KTM     | 19  | +5.755    | 8   | 7    |
| 10                                                       | 89 | Marcos Uriarte     | LEVELUP-MTA                   | KTM     | 19  | +6.318    | 21  | 6    |
| 11                                                       | 6  | Ryusei Yamanaka    | FRINSA - MT Helmets - MSI     | KTM     | 19  | +7.002    | 5   | 5    |
| 12                                                       | 12 | Jacob Roulstone    | Red Bull KTM Tech3            | KTM     | 19  | +8.555    | 17  | 4    |
| 13                                                       | 82 | Stefano Nepa       | SIC58 Squadra Corse           | Honda   | 19  | +12.395   | 19  | 3    |
| 14                                                       | 54 | Riccardo Rossi     | Rivacold Snipers Team         | Honda   | 19  | +12.675   | 12  | 2    |
| 15                                                       | 28 | Máximo Quiles      | CFMOTO Gaviota Aspar Team     | KTM     | 19  | +24.394   | 6   | 1    |
| 16                                                       | 55 | Noah Dettwiler     | CIP Green Power               | KTM     | 19  | +25.294   | 23  |      |
| 17                                                       | 34 | Jakob Rosenthaler  | DENSSI Racing - BOE           | KTM     | 19  | +31.492   | 26  |      |
| –                                                        | 72 | Taiyo Furusato     | Honda Team Asia               | Honda   | 18  | nehoda    | 4   |      |
| –                                                        | 58 | Luca Lunetta       | SIC58 Squadra Corse           | Honda   | 18  | nehoda    | 18  |      |
| –                                                        | 31 | Adrián Fernández   | Leopard Racing                | Honda   | 18  | nehoda    | 13  |      |
| –                                                        | 8  | Eddie O'Shea       | GRYD - Mlav Racing            | Honda   | 15  | nehoda    | 25  |      |
| –                                                        | 5  | Tatchakorn Buasri  | Honda Team Asia               | Honda   | 15  | nehoda    | 20  |      |
| –                                                        | 14 | Cormac Buchanan    | DENSSI Racing - BOE           | KTM     | 12  | nehoda    | 22  |      |
| –                                                        | 10 | Nicola Carraro     | Rivacold Snipers Team         | Honda   | 12  | nehoda    | 11  |      |
| –                                                        | 25 | Leonardo Abruzzo   | GRYD - Mlav Racing            | Honda   | 6   | nehoda    | 24  |      |
| –                                                        | 94 | Guido Pini         | LIQUI MOLY Dynavolt Intact GP | KTM     | 0   | DNS       | 7   |      |
| Nejrychlejší kolo: Joel Kelso (KTM) – 1'40.395 (kolo 12) |    |                    |                               |         |     |           |     |      |
| Oficiální výsledky Moto3 – Grand Prix Nizozemska 2025    |    |                    |                               |         |     |           |     |      |

## MotoE

### Závod 1
| Poř.                                                             | Č. | Jezdec              | Tým                          | Výrobce | Kol | Čas       | St. | Body |
| ---------------------------------------------------------------- | -- | ------------------- | ---------------------------- | ------- | --- | --------- | --- | ---- |
| 1                                                                | 9  | Andrea Mantovani    | KLINT Forward Factory Team   | Ducati  | 7   | 11'44.435 | 2   | 25   |
| 2                                                                | 61 | Alessandro Zaccone  | Aruba Cloud MotoE Team       | Ducati  | 7   | +0.413    | 6   | 20   |
| 3                                                                | 81 | Jordi Torres        | Power Electronics Aspar Team | Ducati  | 7   | +0.858    | 3   | 16   |
| 4                                                                | 29 | Nicholas Spinelli   | Rivacold Snipers Team MotoE  | Ducati  | 7   | +1.052    | 4   | 13   |
| 5                                                                | 11 | Matteo Ferrari      | Felo Gresini MotoE           | Ducati  | 7   | +3.289    | 5   | 11   |
| 6                                                                | 7  | Lorenzo Baldassarri | Dynavolt Intact GP           | Ducati  | 7   | +3.657    | 8   | 10   |
| 7                                                                | 51 | Eric Granado        | LCR E-Team                   | Ducati  | 7   | +4.316    | 7   | 9    |
| 8                                                                | 21 | Kevin Zannoni       | Power Electronics Aspar Team | Ducati  | 7   | +4.924    | 9   | 8    |
| 9                                                                | 1  | Héctor Garzó        | Dynavolt Intact GP           | Ducati  | 7   | +9.238    | 10  | 7    |
| 10                                                               | 12 | Jacopo Hosciuc      | MSI Racing Team              | Ducati  | 7   | +9.392    | 11  | 6    |
| 11                                                               | 47 | Tibor Erik Varga    | Rivacold Snipers Team MotoE  | Ducati  | 7   | +12.665   | 15  | 5    |
| 12                                                               | 35 | Diego Pérez         | MSI Racing Team              | Ducati  | 7   | +23.574   | 16  | 4    |
| 13                                                               | 77 | Raffaele Fusco      | Ongetta SIC58 Squadra Corse  | Ducati  | 7   | +26.593   | 17  | 3    |
| 14                                                               | 28 | Tommaso Occhi       | Ongetta SIC58 Squadra Corse  | Ducati  | 7   | +36.281   | 18  | 2    |
| 15                                                               | 6  | María Herrera       | KLINT Forward Factory Team   | Ducati  | 7   | +42.123   | 14  | 1    |
| 16                                                               | 40 | Mattia Casadei      | LCR E-Team                   | Ducati  | 7   | +1'44.617 | 1   |      |
| –                                                                | 72 | Alessio Finello     | Felo Gresini MotoE           | Ducati  | 5   | nehoda    | 12  |      |
| –                                                                | 19 | Luca Bernardi       | Aruba Cloud MotoE Team       | Ducati  | 5   | nehoda    | 13  |      |
| Nejrychlejší kolo: Andrea Mantovani (Ducati) – 1'39.723 (kolo 5) |    |                     |                              |         |     |           |     |      |
| Oficiální výsledky MotoE – závod 1 – Grand Prix Nizozemska 2025  |    |                     |                              |         |     |           |     |      |

### Závod 2
| Poř.                                                               | Č. | Jezdec              | Tým                          | Výrobce | Kol | Čas       | St. | Body |
| ------------------------------------------------------------------ | -- | ------------------- | ---------------------------- | ------- | --- | --------- | --- | ---- |
| 1                                                                  | 61 | Alessandro Zaccone  | Aruba Cloud MotoE Team       | Ducati  | 7   | 11'44.438 | 6   | 25   |
| 2                                                                  | 9  | Andrea Mantovani    | KLINT Forward Factory Team   | Ducati  | 7   | +0.365    | 2   | 20   |
| 3                                                                  | 7  | Lorenzo Baldassarri | Dynavolt Intact GP           | Ducati  | 7   | +3.244    | 8   | 16   |
| 4                                                                  | 81 | Jordi Torres        | Power Electronics Aspar Team | Ducati  | 7   | +3.463    | 3   | 13   |
| 5                                                                  | 1  | Héctor Garzó        | Dynavolt Intact GP           | Ducati  | 7   | +3.721    | 10  | 11   |
| 6                                                                  | 40 | Mattia Casadei      | LCR E-Team                   | Ducati  | 7   | +3.874    | 1   | 10   |
| 7                                                                  | 51 | Eric Granado        | LCR E-Team                   | Ducati  | 7   | +4.321    | 7   | 9    |
| 8                                                                  | 29 | Nicholas Spinelli   | Rivacold Snipers Team MotoE  | Ducati  | 7   | +5.151    | 4   | 8    |
| 9                                                                  | 12 | Jacopo Hosciuc      | MSI Racing Team              | Ducati  | 7   | +7.124    | 11  | 7    |
| 10                                                                 | 72 | Alessio Finello     | Felo Gresini MotoE           | Ducati  | 7   | +9.112    | 12  | 6    |
| 11                                                                 | 21 | Kevin Zannoni       | Power Electronics Aspar Team | Ducati  | 7   | +9.176    | 9   | 5    |
| 12                                                                 | 11 | Matteo Ferrari      | Felo Gresini MotoE           | Ducati  | 7   | +9.379    | 5   | 4    |
| 13                                                                 | 19 | Luca Bernardi       | Aruba Cloud MotoE Team       | Ducati  | 7   | +10.555   | 13  | 3    |
| 14                                                                 | 47 | Tibor Erik Varga    | Rivacold Snipers Team MotoE  | Ducati  | 7   | +12.925   | 15  | 2    |
| 15                                                                 | 6  | María Herrera       | KLINT Forward Factory Team   | Ducati  | 7   | +13.017   | 14  | 1    |
| 16                                                                 | 35 | Diego Pérez         | MSI Racing Team              | Ducati  | 7   | +18.089   | 16  |      |
| 17                                                                 | 77 | Raffaele Fusco      | Ongetta SIC58 Squadra Corse  | Ducati  | 7   | +31.585   | 17  |      |
| –                                                                  | 28 | Tommaso Occhi       | Ongetta SIC58 Squadra Corse  | Ducati  | 6   | nehoda    | 18  |      |
| Nejrychlejší kolo: Alessandro Zaccone (Ducati) – 1'39.592 (kolo 4) |    |                     |                              |         |     |           |     |      |
| Oficiální výsledky MotoE – závod 2 – Grand Prix Nizozemska 2025    |    |                     |                              |         |     |           |     |      |

## Pořadí jezdců MotoGP
|  | Poř. | Jezdec                | Body |
|  | ---- | --------------------- | ---- |
|  | 1    | Marc Márquez          | 307  |
|  | 2    | Álex Márquez          | 239  |
|  | 3    | Francesco Bagnaia     | 181  |
|  | 4    | Franco Morbidelli     | 139  |
|  | 5    | Fabio Di Giannantonio | 136  |

## Startovní listina MotoGP
| Tovární týmy                      | Tovární týmy | Tovární týmy            | Tovární týmy | Tovární týmy          |
| Tým                               | Konstruktér  | Motorka                 | st.č.        | Jezdec                |
| --------------------------------- | ------------ | ----------------------- | ------------ | --------------------- |
| Aprilia Racing                    | Aprilia      | Aprilia RS-GP25         | 32           | Lorenzo Savadori      |
| Aprilia Racing                    | Aprilia      | Aprilia RS-GP25         | 72           | Marco Bezzecchi       |
| Ducati Lenovo Team                | Ducati       | Ducati Desmosedici GP25 | 63           | Francesco Bagnaia     |
| Ducati Lenovo Team                | Ducati       | Ducati Desmosedici GP25 | 93           | Marc Márquez          |
| Honda HRC Castrol                 | Honda        | Honda RC213V            | 41           | Aleix Espargaro       |
| Honda HRC Castrol                 | Honda        | Honda RC213V            | 36           | Joan Mir              |
| Red Bull KTM Factory Racing       | KTM          | KTM RC16                | 33           | Brad Binder           |
| Red Bull KTM Factory Racing       | KTM          | KTM RC16                | 37           | Pedro Acosta          |
| Monster Energy Yamaha MotoGP      | Yamaha       | Yamaha YZR-M1           | 20           | Fabio Quartararo      |
| Monster Energy Yamaha MotoGP      | Yamaha       | Yamaha YZR-M1           | 42           | Álex Rins             |
| Satelitní týmy                    |              |                         |              |                       |
| Tým                               | Konstruktér  | Motorka                 | st.č.        | Jezdec                |
| Trackhouse MotoGP Team            | Aprilia      | Aprilia RS-GP           | 25           | Raúl Fernández        |
| Trackhouse MotoGP Team            | Aprilia      | Aprilia RS-GP           | 79           | Ai Ogura              |
| Pertamina Enduro VR46 Racing Team | Ducati       | Ducati Desmosedici GP24 | 21           | Franco Morbidelli     |
| Pertamina Enduro VR46 Racing Team | Ducati       | Ducati Desmosedici GP25 | 49           | Fabio Di Giannantonio |
| Gresini Racing MotoGP             | Ducati       | Ducati Desmosedici GP24 | 54           | Fermín Aldeguer       |
| Gresini Racing MotoGP             | Ducati       | Ducati Desmosedici GP24 | 73           | Álex Márquez          |
| LCR Honda Castrol                 | Honda        | Honda RC213V            | 5            | Johann Zarco          |
| LCR Honda IDEMITSU                | Honda        | Honda RC213V            | 35           | Somkiat Chantra       |
| Red Bull KTM Tech3                | KTM          | KTM RC16                | 12           | Maverick Viñales      |
| Red Bull KTM Tech3                | KTM          | KTM RC16                | 23           | Enea Bastianini       |
| Prima Pramac Yamaha               | Yamaha       | Yamaha YZR-M1           | 43           | Jack Miller           |
| Prima Pramac Yamaha               | Yamaha       | Yamaha YZR-M1           | 88           | Miguel Oliveira       |

| Legenda                 |
| ----------------------- |
| Stálý jezdec            |
| Nováček                 |
| Jezdec na divokou kartu |
| Náhradní jezdec         |

| Předchozí Velká cena: Velká cena Itálie 2025 | Mistrovství světa silničních motocyklů 2025 | Následující Velká cena: Velká cena Německa 2025 |
| Předchozí ročník: Velká cena Nizozemska 2024 | Velká cena Nizozemska silničních motocyklů  | Následující ročník: Velká cena Nizozemska 2026  |